# ماريسا ايروين
ماريسا إروين عارضة أزياء أمريكية اشتهرت بظهورها على غلاف مجلة برايدال جايد وفي سبعة عشر مجلة .
مواليد كانتون ، أوهايو ، تلقت تدريبًا من مدرسة باربيزون النموذجية في أكرون .   تعيش الآن وتعمل في مدينة نيويورك.
تعيش ماريسا مع اضطراب نادره ومؤلمه يسمى تشوه أرنولد تشياري ثانوي لمتلازمة إيلرز دانلوس .  ظهرت قصتها الطبية في سلسلة Mystery Diagnosis على قناة Discovery Health . 